# Dazed and Confused (filme)
Dazed and Confused (br: Jovens, Loucos e Rebeldes) é um filme americano de 1993, escrito e dirigido por Richard Linklater. O grande elenco de atores do filme apresentou diversas futuras estrelas, como Matthew McConaughey, Jason London, Ben Affleck, Milla Jovovich, Cole Hauser, Parker Posey, Anthony Rapp, Adam Goldberg, Joey Lauren Adams, Nicky Katt e Rory Cochrane. A trama mostra as atividades de um grupo de adolescentes durante o último de dia de aula no ano de 1976.
Na época de seu lançamento, o filme arrecadou menos de oito milhões de dólares estadunidenses nas bilheterias dos Estados Unidos, porém, nos anos subsequentes, veio a adquirir um status de filme cult. O diretor Quentin Tarantino o incluiu em sua lista de dez melhores filmes de todos os tempos, na edição de 2002 da revista britânica Sight & Sound. Também ficou em terceiro lugar na lista da revista Entertainment Weekly dos 50 melhores filmes sobre a escola secundária (high school). A revista também a classificou em décimo lugar na sua lista de filmes mais engraçados dos últimos 25 anos.
O título do filme vem da canção homônima gravada na década de 1970 pelo Led Zeppelin. Linklater procurou os membros remanescentes do grupo para pedir permissão para usar suas canções no filme, porém, enquanto Jimmy Page teria concordado, Robert Plant teria se recusado a ceder os direitos. A trilha sonora do filme foi composta e conduzida por Alan Silvestri.

## Sinopse
O filme se passa em 28 de maio de 1976, último dia de aula na Lee High School, no estado americano do Texas. Os veteranos do ano seguinte estão se preparando para o trote anual nos futuros calouros. Randall "Pink" Floyd (Jason London), principal jogador de futebol americano do colégio, tem de assinar uma promessa comprometendo-se a não usar drogas durante as férias de verão nem fazer qualquer coisa que possa "pôr em risco a meta do título no campeonato da próxima temporada". Quando as últimas aulas do dia terminam, os calouros são caçados pelos veteranos na escola média local para serem espancados. As calouras também são hostilizadas e mantidas pelas veteranas no estacionamento do colégio, cobertas por mostarda e ketchup, e forçadas a se insinuar para os veteranos.
O calouro Mitch Kramer (Wiley Wiggins) foge do trote com seu melhor amigo, Carl Burnett (Esteban Powell), quando a mãe de Carl saca uma espingarda contra o veterano que os persegue, Fred O'Bannion (Ben Affleck) - porém eventualmente acaba por ser pego mais tarde, durante um jogo de baseball, e é espancado com violência. O'Bannion, um veterano repetente que participa do trote pelo segundo ano, parece ter um prazer especial ao atacá-lo. Pink oferece uma carona a Mitch, ainda machucado, e o convida para sair com seus amigos naquela noite. Os planos para a noite são arruinados, no entanto, quando os pais de Kevin Pickford (Shawn Andrews), prestes a sair de viagem, descobrem que ele estava organizando uma festa em sua casa. Enquanto isso, o trio de intelectuais Cynthia Dunn (Marissa Ribisi), Tony Olson (Anthony Rapp) e Mike Newhouse (Adam Goldberg), conhecidos como os nerds da classe, decidem sair e participar "visceralmente" das atividades daquela noite. Floyd e seu amigo David Wooderson (Matthew McConaughey), um sujeito mais velho que ainda socializa com os estudantes da high school, pegam Kramer em sua casa e saem rumo ao Emporium, uma casa de sinuca popular entre os adolescentes.
À medida que a noite avança, os estudantes se concentram em torno do Emporium, ouvem rock, passeiam de carro pela vizinhança e param na lanchonete drive through local. Kramer é apresentado à veterana Julie Simms (Catherine Morris), e surge uma atração mútua. Mitch, passeando novamente de carro com Pink, Kevin e Don Dawson (Sasha Jenson), bebe cerveja e fuma maconha pela primeira vez. Após destruírem a caixa de correio de uma residência com um taco de beisebol, são surpreendidos por um dos moradores com uma pistolaː ele ameaça chamar a polícia e dispara contra eles. Após retornarem ao Emporium, Kramer encontra seus amigos calouros e, juntos, bolam um plano para se vingar de O'Bannion - que continua a atormentar os outros calouros. O plano culmina com um balde de tinta derrubado sobre O'Bannion.
Quando o Emporium fecha, uma festa de improviso é planejada num terreno baldio fora da cidade. A festa atrai a maior parte dos veteranos. Cynthia, Tony e Mike chegam à sua primeira "festa do barril"; Mike tem uma altercação com um sujeito briguento, Clint Bruno (Nicky Katt), enquanto Tony encontra a caloura Sabrina Davis (Christin Hinojosa), que ele havia conhecido anteriormente, durante um dos trotes. Dunn é atraída por Wooderson, e troca números de telefone com ele. Mike, sentindo-se humilhado pelo seu confronto com Clint, decide tomar uma atitude e o desafia para uma briga, que, rapidamente, é interrompida por Pink e David. Benny O'Donnell (Cole Hauser), outro jogador do time local, questiona Pink a respeito de sua recusa em assinar o compromisso; Pink, que é o único jogador do time a não ter assinado o papel, acredita que ele viola sua individualidade e suas crenças. Mitch deixa a festa com Simms e, juntos, vão a um morro vizinho, com vista para a cidade, onde ficam. Tony dá uma carona a Sabrina. Ambos despedem-se com um beijo.
À medida que a noite avança, Pink, David, Don e diversos amigos, incluindo Ron Slater (Rory Cochrane) e Simone Kerr (Joey Lauren Adams), decidem fumar maconha na linha de 50 jardas do campo de futebol americano da escola. Policiais chegam ao local pouco tempo depois e, reconhecendo Pink, decidem chamar o técnico do time, Conrad (Terry Mross), que o repreende por andar com "perdedores" e que insiste para ele assinar o compromisso. Revoltado, Pink joga o papel no rosto do técnico e diz que até pode jogar futebol, mas apenas sob os seus próprios termos - e sai com seus amigos, para comprar ingressos para um show do Aerosmith. Mitch chega em casa já depois do amanhecer, e encontra sua mãe o esperando; esta decide não puni-lo, tendo em vista os incidentes do trote na noite anterior. Mitch vai então para o seu quarto, deita na cama e coloca seus fones de ouvido, onde se ouve "Slow Ride", de Foghat; ao som da mesma trilha sonora, Pink, David, Ron e Simone estão dentro do carro, viajando por uma estrada.

## Elenco
- Jason London como Randall "Pink" Floyd
- Wiley Wiggins como Mitch Kramer
- Rory Cochrane como Ron Slater
- Sasha Jenson como Don Dawson
- Michelle Burke como Jodi Kramer
- Christine Harnos como Kaye Faulkner
- Adam Goldberg como Mike Newhouse
- Anthony Rapp como Tony Olson
- Matthew McConaughey como David Wooderson
- Marissa Ribisi como Cynthia Dunn
- Shawn Andrews como Kevin Pickford
- Cole Hauser como Benny O'Donnell
- Milla Jovovich como Michelle Burroughs
- Joey Lauren Adams como Simone Kerr
- Christin Hinojosa como Sabrina Davis
- Jason O. Smith como Melvin Spivey
- Ben Affleck como Fred O'Bannion
- Parker Posey como Darla Marks
- Deena Martin como Shavonne Wright
- Nicky Katt como Clint Bruno
- Catherine Morris como Julie Simms
- Esteban Powell como Carl Burnett
- Renée Zellweger (não creditada) como Nesi White

## Produção

### Desenvolvimento
Quando indagado em uma entrevista sobre o que ele queria fazer depois de dirigir o filme Slacker (1990), Linklater disse: 

Eu quero fazer essa farra adolescente de roque. Quero que a história se passe num dia da primavera de 1976, mas de uma forma muito mais experimental. O filme todo acontece dentro de um carro, com os ocupantes ouvindo ZZ Top.
Lee Daniel, o diretor de fotografia, descreveu o conceito:

Haveria duas filmagens: uma com uma pessoa ouvindo o disco Fandango!, do ZZ Top, e outra com duas pessoas andando de carro e conversando. O filme teria a duração do disco do ZZ Top, e as músicas do disco comporiam a trilha sonora.
Eventualmente, Linklater decidiu escrever um roteiro "que representasse diferentes pontos de vista". O primeiro esboço de roteiro demorou um mês para ficar pronto. A Universal Studios acelerou a confecção do roteiro, colocando-o na frente de trinta outros filmes que estavam sendo preparados.

### Escolha do elenco
Os testes dos atores foram realizados em Austin, Nova Iorque e Los Angeles. Vince Vaughn quase foi escolhido como o brigão O'Bannion, antes que Ben Affleck fosse escolhido. Como disse Linklater, "Ben era esperto e cheio de vida. Você não escolhe a pessoa pouco atraente, você escolhe a pessoa atraente." Outros jovens atores cogitados para os papéis foram Elizabeth Berkley, Mira Sorvino, Ron Livingston e Claire Danes. O diretor de escolha de elenco Don Phillips disse: "queríamos Claire Danes para ser a garota, mas ela era jovem demais. Ela não podia deixar a escola". Renee Zellweger tem um papel sem fala, mas foi inicialmente cogitada para o papel de Darla, que acabou ficando com Parker Posey. Linklater disse: "Parker era, simplesmente, mais louca". Wiley Wiggins foi a "grande revelação" de Austin, de acordo com Linklater, que o descreveu como "um adolescente de quinze anos com os maus hábitos de um aluno de faculdade: fumar cigarros, passar o tempo em cafeterias, meu tipo de cara."
Alguns papéis deveriam ser maiores, mas foram reduzidos. O personagem Kevin Pickford, interpretado por Shawn Andrews, deveria ter um papel maior, mas, devido a seu comportamento com outros colegas no teste de atores, teve parte de seu tempo transferido para o personagem de  Matthew McConaughey, Wooderson. Linklater lembra que "havia outro ator [Shawn Andrews] que era o oposto [de McConaughey]. Ele não se dava bem com ninguém. Eu percebia que os atores não respondiam a ele." A determinada altura, Linklater teve de separar uma briga entre Andrews e London. No filme, os dois personagens mal se falam. Milla Jovovich, que interpretou Michelle, a namorada de Pickford, teve seu papel reduzido porque "simplesmente não funcionou".
Originalmente, McConaughey não foi selecionado para o filme, porque o papel de Wooderson era pequeno e deveria ser selecionado entre os atores locais, por motivos orçamentários. Ele era um estudante de cinema na Universidade do Texas em Austin e foi beber com sua namorada uma noite. Eles terminaram no bar do hotel Hyatt, pois um amigo seu trabalhava lá e poderia lhes dar um desconto. Ele se aproximou do diretor de elenco Phillips no bar. Phillips se lembra: "o bartender disse: 'vê aquele cara ali? É Don Phillips. Ele escolheu Sean Penn para Fast Times'. McConaughey respondeu: 'vou falar com ele'". Phillips também se lembra de que Linklater não gostou a princípio de McCounaughey por ele "ser bonito demais". Muito do papel de Wooderson foi improvisado ou escrito na hora, o que deu mais tempo no filme a McConaughey.

## Recepção
Dazed and Confused foi lançado em 24 de setembro de 1993 em 183 cinemas dos Estados Unidos, totalizando 918 127 dólares estadunidenses de bilheteria no fim de semana de estreia. Acabou por obter um total de 7,9 milhões de dólares estadunidenses de bilheteria na América do Norte.
O filme recebeu, em sua maior parte, críticas positivas e obteve uma qualificação de 97% "Certified Fresh" no site Rotten Tomatoes. O crítico de cinema Roger Ebert deu, ao filme, três estrelas de um total de quatro, louvando-o como "arte cruzada com antropologia" com um "doloroso lado obscuro". Em sua crítica para o The New York Times, Janet Maslin escreveu: "Dazed and Confused tem um divertido espírito brincalhão, um que compensa bastante a sua falta de estrutura." Desson Howe, em sua crítica para o Washington Post, escreveu: "Dazed é bem-sucedido em seus próprios termos, e reflete tão bem a cultura americana que se tornou parte dela." Em sua crítica para o jornal The Austin Chronicle, Marjorie Baumgarten elogiou a atuação de Matthew McConaughey: "Ele é um personagem que todos nós conhecemos bem dos filmes, porém McConaughey acerta na mosca este cara sem qualquer traço de condescendência ou frescura, apanhando para si este personagem, para todo o sempre."
Peter Travers, da Rolling Stone, descreveu Linklater como um "talento astuto e formidável, que traz o olhar de um antropólogo a esta celebração espetacularmente divertida dos ritos da estupidez. Sua versão chapada de American Graffiti é o filme de festa definitivo - alto, cru, socialmente irresponsável e totalmente irresistível." Em sua crítica para a Time, Richard Corliss elogiou a trilha sonora do filme, composta por clássicos do rock e da música da década de 1970 em geral. A revista Entertainment Weekly deu, ao filme, uma nota "A", e Owen Gleiberman escreveu: 

(...) se Linklater captura a tolice cômica de seu tempo, ele também evoca o seu espírito liberador. O filme encontra seu significado na sutil tensão entre o ethos sádico e machista dos esportistas mais velhos e o hedonismo "siga o seu impulso", legado duradouro da década de 1960.

## Legado
A Entertainment Weekly classificou o filme na 17ª posição em sua lista dos "Top 50 filmes cult", terceira posição na lista de "50 melhores filmes colegiais", décimo na lista de "filmes mais Engraçados dos últimos 25 anos", e sexto lugar na lista "The Cult 25: The Essential Left-Field Movie Hits Since '83". Quentin Tarantino o incluiu em sua lista dos doze maiores filmes de todos os tempos em sondagem feita em 2002 pela revista britânica Sight & Sound.
Em outubro de 2004, três antigos colegas de Linklater na Huntsville High School, cujos sobrenomes eram Wooderson, Slater e Floyd, entraram com uma ação por difamação contra Linklater, argumentando que haviam sido a inspiração para os personagens homônimos no filme. A ação foi movida no Novo México e não no Texas porque o Novo México tem um prazo maior de prescrição. Posteriormente, a ação foi cancelada.
Em 2012, McConaughey voltou a interpretar o papel de Wooderson no videoclipe da música Synthesizers, de Butch Walker and The Black Widows. Para comemorar o vigésimo aniversário do filme em 2013, o filme recebeu o prêmio Estrela do Texas, do Texas Film Hall of Fame. Linklater recebeu o prêmio depois de ser apresentado por Tarantino, que reiterou que aquele era o seu filme favorito da década de 1990. Na ocasião, Linklater declarou que sua intenção era criar um filme oposto aos filmes de John Hughes:

O drama é bem sutil no filme. Eu não me lembro de ter sido um adolescente muito dramático. Eu só queria seguir o fluxo, me socializar, me encaixar, ser legal. Os objetivos eram bem modestos. Comprar bilhetes para a apresentação do Aerosmith ou não? Era bastante raro que uma garota ficasse grávida, que houvesse um acidente de carro e alguém morresse. Mas andar de carro e procurar alguma coisa para fazer enquanto a música tocava alto, isso era bem comum!
Depois que Boyhood foi lançado, Linklater anunciou que seu próximo filme, Everybody Wants Some!!, seria uma "continuação espiritual" de Dazed and Confused. O novo filme se passa numa faculdade do Texas em 1980.
A fala alright, alright, alright ("tudo bem, tudo bem, tudo bem") se tornou um bordão de Matthew McConaughey.

## Livro
Em setembro de 1993, a editora St. Martin's Press publicou um livro de 127 páginas inspirado pelo roteiro de Linklater. Ele foi compilado por Linklater, Denise Montgomery e outros, e desenhado por Erik Josowitz. Ele foi apresentado como uma espécie de livro do ano, com perfis de personagens, ensaios sobre personagens, uma linha do tempo focando no período entre 1973 e 1977 e vários gráficos e testes da cultura pop da década de 1970. Também apresentava dezenas de fotografias em preto e branco do filme.

## Vídeo
A MCA/Universal lançou o filme em laserdisc em janeiro de 1994, seguido por um lançamento em VHS dois meses depois. 
Em 2004, foi lançada uma edição especial do filme contendo um falso documentário anti-cannabis da década de 1970, com quatro minutos e vinte segundos de duração, intitulado The blunt truth.
A Criterion Collection lançou uma edição de dois DVDs do filme nos Estados Unidos e Canadá em 6 de junho de 2006. Em seu conteúdo, estãoː o comentário em áudio do diretor Richard Linklater; cenas deletadas; o trailer original; o documentário "Making Dazed", de 50 minutos, que foi ao ar no canal de televisão AMC em 18 de setembro de 2005; entrevistas no set de filmagem; cenas dos bastidores; audições do elenco e imagens da comemoração do aniversário de dez anos do filme. A caixa também contém um livro com 72 páginas com ensaios de Kent Jones, Jim DeRogatis e Chuck Klosterman, assim como o diário do elenco e da equipe de filmagem, os perfis dos personagens e uma minirreprodução do pôster original do filme, de autoria de Frank Kozik. A Entertainment Weekly deu uma nota "A" à caixa especial, chamando-a de uma "excelente edição que permite que este duradouro clássico cult receba o tratamento em DVD que ele merece".
A Universal Studios lançou o filme em Blu-ray em agosto de 2011, em H.264, com trilha sonora em DTS-HD Master Audio 5.1.

## Trilha sonora

### Dazed and Confused(1993)
1. "Rock and Roll, Hoochie Koo" - Rick Derringer
2. "Slow Ride" - Foghat
3. "School's Out" - Alice Cooper
4. "Jim Dandy" - Black Oak Arkansas
5. "Tush" - ZZ Top
6. "Love Hurts" - Nazareth
7. "Stranglehold" - Ted Nugent
8. "Cherry Bomb" - The Runaways
9. "Fox on the Run" - Sweet
10. "Low Rider" - War
11. "Tuesday's Gone" - Lynyrd Skynyrd
12. "Highway Star" - Deep Purple
13. "Rock and Roll All Nite" - KISS
14. "Paranoid" - Black Sabbath

### Even More Dazed and Confused(1994)
1. "Free Ride" - Edgar Winter Group
2. "No More Mr. Nice Guy" - Alice Cooper
3. "Livin' in the USA" - The Steve Miller Band
4. "Never Been Any Reason" - Head East
5. "Why Can't We Be Friends?" - War
6. "Summer Breeze" - Seals and Crofts
7. "Right Place, Wrong Time" - Dr. John
8. "Balinese" - ZZ Top
9. "Lord Have Mercy On My Soul" - Black Oak Arkansas
10. "I Just Want to Make Love to You" - Foghat
11. "Show Me the Way" - Peter Frampton
12. "Do You Feel Like We Do" - Peter Frampton
13. "Hurricane"- Bob Dylan